# Acme (album)
Acme è un album discografico del gruppo musicale statunitense Jon Spencer Blues Explosion, pubblicato nel 1998 dalla Mute Records.
Venne eletto disco dell'anno 1998 da Rumore.

## Tracce
Testi e musiche di Jon Spencer Blues Explosion.
1. Calvin – 3:02
2. Magical Colors – 4:10
3. Do You Wanna Get Heavy? – 4:08
4. High Gear – 2:07
5. Talk About the Blues – 3:58
6. I Wanna Make it All Right – 1:45
7. Lovin' Machine – 3:46
8. Bernie – 3:01
9. Blue Green Olga – 2:40 (Jill Cunniff, Jon Spencer Blues Explosion)
10. Give Me a Chance – 3:16
11. Desperate – 3:19
12. Torture – 4:08
13. Attack – 3:11

## Formazione

### Gruppo
- Judah Bauer - chitarra e voce
- Russell Simins - batteria
- Jon Spencer - voce e chitarra

### Altri musicisti
- Jeremy Jacobson - pianoforte (Magical Colors) e organo (Magical Colors)
- Greg Talenfeld - voce (Magical Colors), armonica (Desperate)
- Dexter Conyers - voce (Do You Wanna Get Heavy?)
- Lee "Scout" Ford - voce (Do You Wanna Get Heavy?)
- Jerome "Rome" Cohen - voce (Do You Wanna Get Heavy?)
- Jason Powell - voce (Do You Wanna Get Heavy?)
- Dan the Automator - scratch (Do You Wanna Get Heavy?, Talk About the Blues, Blue Green Olga, Attack)
- Rick Lee - rumori (Talk About the Blues)
- Chris Shaw - organo (I Wanna Make it All Right), sintetizzatore (I Wanna Make it All Right, Give Me a Chance)
- Greg Foreman - pianoforte (Lovin' Machine)
- Cristina Martinez - voce (Bernie)
- Hollis Queens - voce (Bernie)
- Brian Weber - organo (Bernie)
- Nick Sansano - pianoforte (Bernie)
- Jill Cunniff - voce (Blue Green Olga)
- Joel Diamond - organo (Blue Green Olga)
- Audrey Rose - voce (Desperate)